# Remilly-Wirquin Churchyard
Remilly-Wirquin Churchyard is een begraafplaats gelegen in de Franse plaats Remilly-Wirquin (Pas-de-Calais). De militaire graven worden onderhouden door de Commonwealth War Graves Commission.
De begraafplaats telt 1 geïdentificeerd Gemenebest graf uit de Eerste Wereldoorlog.